# Instituto Germano de Entomología
El Instituto Germano de Entomología (alemán: Deutsches Entomologisches Institut, o DEI) es una Sociedad germana de Entomología ocupada en fomentar el estudio de los insectos. Se fundó en 1886, y la sociedad posee una enorme biblioteca y colecciones de insectos. DEI se sitúa en Leibniz-Zentrums für Agrarlandschaftsforschung (ZALF) e. V. Müncheberg, Brandenburg.

## Colecciones entomológicas
La Sociedad mantiene las colecciones de-
- Rudolf von Bennigsen (1824-1902)
- Karl Bleyl (1908-1995)
- Carl Julius Bernhard Börner (1880-1953)
- Peter Friedrich Bouché (1784-1856)
- Gustav Breddin (1864-1909)
- Adolf Willy Lothar Dieckmann (1920-1990)
- Karl Friedrich Ermisch (1898-1970)
- Karl Flach (1856-1920)
- Gerrit Friese (1931-1990)
- Georg Johann Haag-Rutenberg (1830-1880)
- Lucas Friedrich Julius Dominikus von Heyden (1838-1915)
- Walther Hermann Richard Horn (1871-1939)
- Carl Friedrich Ketel (1861-1906)
- Hermann Kläger (1847-1923)
- Hermann Albert Friedrich Köller (1885-1968)
- Wilhelm Koltze (1839-1914)
- Ernst Gustav Kraatz (1831-1909)
- Friedrich Wilhelm Konow (1842-1908)
- Karl Friedrich Lange (1844-1913)
- Otto Leonhard (1853-1929)
- Karl Wilhelm Letzner (1812-1889)
- Bernhardt Lichtwardt (1857-1943)
- Walter Liebmann (1885-1974)
- Gustav Adolf Lohse (1910-1994)
- Axel Leonard Melander (1878-1962)
- Julius Melzer (1878-1934)
- Wilhelm Mink (1807-1883)
- Karl-Heinz Mohr (1925-1989)
- Julius Neresheimer (1880-1943)
- Heinrich von Oettingen (1878-1956)
- Lorenz Oldenberg (1863-1931)
- Carl Robert Osten-Sacken (1828-1906)
- Gustav Paganetti-Hummler (1871-1949)
- Paul Pape (1859-1933)
- Helmuth Patzak (1927-1988)
- Ernst Pietsch (1872-1930)
- Karl Ritter (1909-1998)
- William Henry Rolph (1847-1883)
- Arthur Leopold Albert Maria Rottenberg (1843-1875)
- Max Saalmüller (1832-1890)
- Johann Christian Rudolf Sachse (1802-1891)
- Hans Sauter (1871-1948)
- Ludwig Wilhelm Schaufuss (1833-1890)
- Karl Gotthilf Schenkling (1835-1911)
- Sigmund Schenkling (1865-1946)